# اورلاندو بلوم
اورلاندو جاناتان بلنچارد کوپلند بلوم (انگلیسی: Orlando Jonathan Blanchard Copeland Bloom؛ زادهٔ ۱۳ ژانویه ۱۹۷۷) بازیگر انگلیسی است. در رسانه‌ها از او به‌عنوان ارول فلین زمان خودش یاد شده است. او نقش لگولاس را در مجموعه فیلم‌های فانتزی ارباب حلقه‌ها (۲۰۰۱–۲۰۰۳) و هابیت (۲۰۱۳–۲۰۱۴) بازی کرده است. اورلاندو همچنین با حضور در چهار فیلم از پنج فیلم مجموعه دزدان دریایی کارائیب (۲۰۰۳–۲۰۰۷، ۲۰۱۷) به ایفای نقش ویل ترنر پرداخته است. او همچنین در فیلم‌هایی همچون تروآ (۲۰۰۴) در نقش پاریس، قلمرو بهشت (۲۰۰۵) در نقش بالین ابلین و سه تفنگدار (۲۰۱۱) در نقش جرج باکینگهام حضور داشته است.

## تولد و خانواده
او در کنتربری، کنت، انگلستان به دنیا آمد. پدر او، هری بلوم یک خبرنگار و نویسندهٔ یهودی از آفریقای جنوبی و مادرش، سونیا کنستانس جوزفین از انگلیسی‌های کلکتهٔ هند است. مادرش در هند، استرالیا و ژاپن نیز برای مدتی زندگی کرده بود و سپس به انگلستان بازگشته. خواهر بزرگش به نام سامانتا نیز در سال ۱۹۷۵ به دنیا آمد.

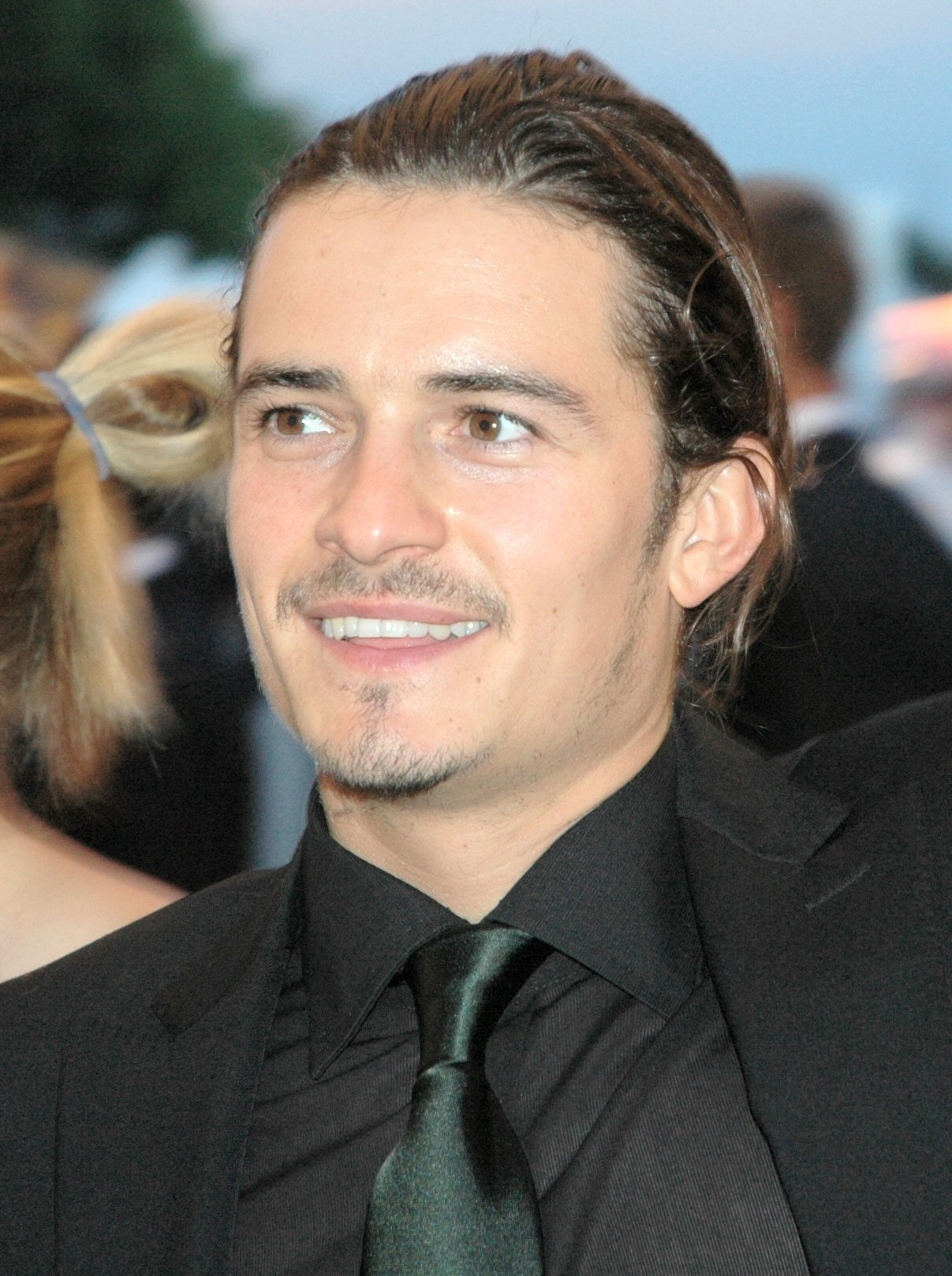
۲۰۰۵

## زندگی خصوصی
نخستین رابطه او با کیت باسورث در سال ۲۰۰۳ بود که برای سه سال دوام آورد.
در اواخر سال ۲۰۰۷ بلوم رابطه خود را با یک مدل استرالیایی به نام میراندا کر شروع کرد. مراسم نامزدی این زوج در ۲۱ ژوئن ۲۰۱۰ اعلام شد. در ۲۲ ژوئیه ۲۰۱۰، میراندا بیانیه‌ای را صادر کرد که در آن اعلام کرده بود: او و بلوم در یک مراسم خصوصی با یکدیگر ازدواج کرده‌اند. در ۱۹ اوت ۲۰۱۰، میراندا اعلام کرد که ۴ ماه است که اولین فرزند بلوم را باردار است. نخستین فرزند بلوم «فیلین بلوم» در ۶ ژانویه ۲۰۱۱ به دنیا آمد. این ازدواج در سال ۲۰۱۳ به طلاق ختم شد.
وی بعد از این رابطه به سراغ خواننده آمریکایی یعنی کیتی پری رفت. او در ژانویه ۲۰۱۶ با او در هفتاد و سومین مراسم گلدن گلوب آشنا شد. این رابطه در فوریه ۲۰۱۷ به پایان رسید. در آوریل ۲۰۱۸ آن‌ها دوباره با هم دیده شدند. در ۱۵ فوریه ۲۰۱۹ پری نامزدی خود را با بلوم تأیید کرد. در سال ۲۰۲۰ دختر آن‌ها به دنیا آمد. این رابطه در ژوئن ۲۰۲۵ به جدایی ختم شد.

## فیلم‌شناسی

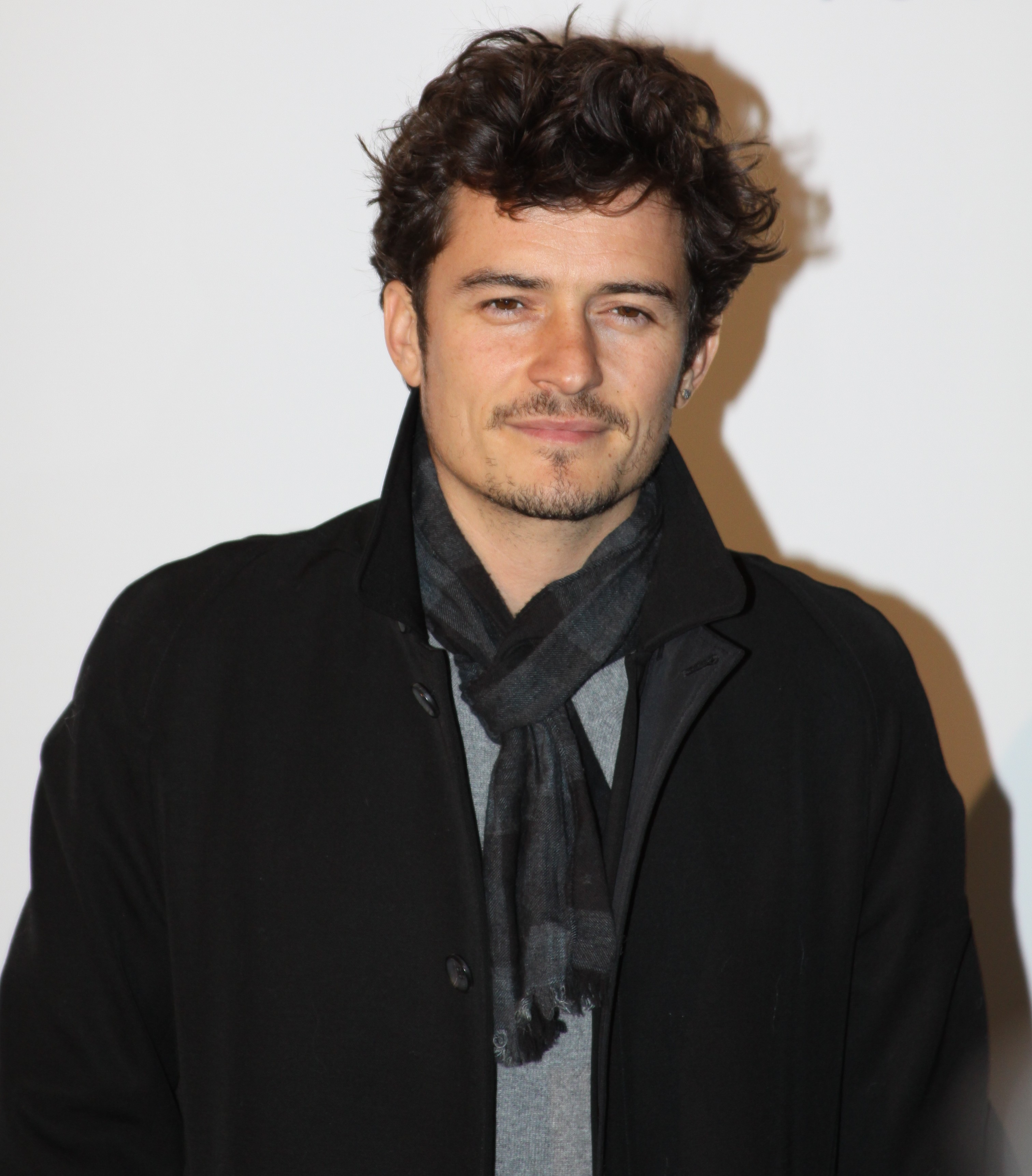
۲۰۱۰

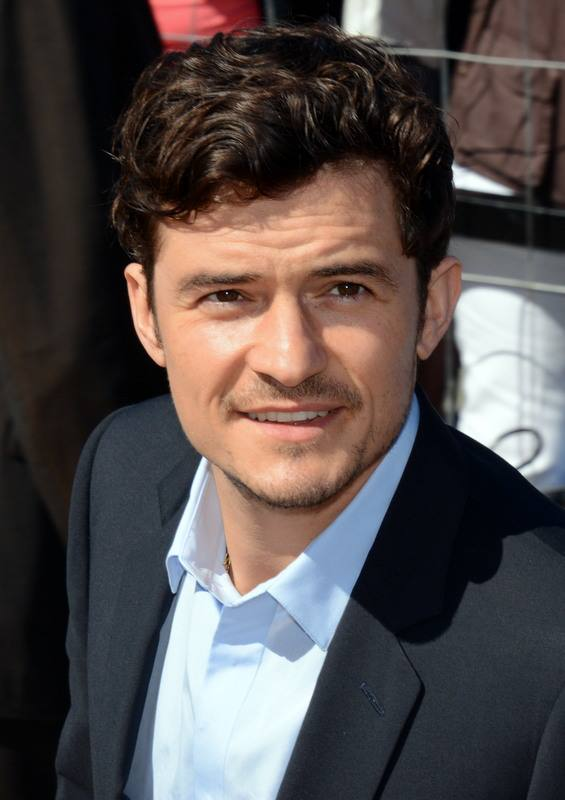
بلوم در جشنواره فیلم کن ۲۰۱۳

| سال  | نام فیلم                                   | نقش               | یادداشت‌ها             |
| ---- | ------------------------------------------ | ----------------- | --------------------- |
| ۱۹۹۷ | وایلد                                      | پسر اجاره‌ای       |                       |
| ۲۰۰۱ | ارباب حلقه‌ها: یاران حلقه                   | لگولاس            |                       |
| ۲۰۰۱ | سقوط شاهین سیاه                            | تاد بلکترن        |                       |
| ۲۰۰۲ | ارباب حلقه‌ها: دو برج                       | لگولاس            |                       |
| ۲۰۰۳ | ند کلی                                     | جوزف بایرن        |                       |
| ۲۰۰۳ | ارباب حلقه‌ها: بازگشت شاه                   | لگولاس            |                       |
| ۲۰۰۳ | دزدان دریایی کارائیب: نفرین مروارید سیاه   | ویل ترنر          |                       |
| ۲۰۰۴ | بچه کلسیم                                  | جیمی کانلی        |                       |
| ۲۰۰۴ | تروآ                                       | پاریس             |                       |
| ۲۰۰۴ | پناهگاه                                    | شای               | تهیه‌کننده             |
| ۲۰۰۵ | قلمرو بهشت                                 | بالین ابلین       |                       |
| ۲۰۰۵ | الیزابت‌تاون                                | درو بیلور         |                       |
| ۲۰۰۶ | دزدان دریایی کارائیب: صندوقچه مرد مرده     | ویل ترنر          |                       |
| ۲۰۰۶ | عشق و بلایای دیگر                          | هالیوود پائولو    | کمیو                  |
| ۲۰۰۶ | نسل‌کشی ارمنی‌ها                             | آگوست برنیو       | فیلم مستند            |
| ۲۰۰۷ | دزدان دریایی کارائیب: پایان جهان           | ویل ترنر          |                       |
| ۲۰۰۷ | پروژه صلح اورست                            | راوی              | فیلم مستند            |
| ۲۰۰۹ | نیویورک، دوست دارم                         | دیوید             |                       |
| ۲۰۱۰ | همدردی برای طعم خوش                        | لکه               |                       |
| ۲۰۱۰ | خیابان اصلی                                | هریس پارکر        |                       |
| ۲۰۱۱ | دکتر خوب                                   | دکتر مارتین پلوئک | تهیه‌کننده             |
| ۲۰۱۱ | جنگیدن برای حقت                            | جانی رایال        | فیلم کوتاه            |
| ۲۰۱۱ | سه تفنگدار                                 | دوک باکینگهام     |                       |
| ۲۰۱۳ | زولو                                       | برایان اپکین      |                       |
| ۲۰۱۳ | حلقه بلینگ                                 | خودش              |                       |
| ۲۰۱۳ | هابیت: برهوت اسماگ                         | لگولاس            | فیلم بایگانی شده      |
| ۲۰۱۴ | رومئو و ژولیت                              | رومئو             | فیلم بازی او در تئاتر |
| ۲۰۱۴ | هابیت: نبرد پنج سپاه                       | لگولاس            |                       |
| ۲۰۱۵ | حفاری برای آتش                             | بن                |                       |
| ۲۰۱۷ | بازشده                                     | جک الکوت          |                       |
| ۲۰۱۷ | دزدان دریایی کارائیب: مردگان حکایت نمی‌کنند | ویل ترنر          |                       |
| ۲۰۱۷ | رومی‌ها                                     | مالکی             |                       |
| ۲۰۱۷ | تعقیب هوشمندانه                            | دنی استراتون      |                       |
| ۲۰۱۹ | پاسگاه                                     |                   |                       |
| ۲۰۲۱ | بیلی آیلیش: جهان کمی تار است               |                   |                       |
| ۲۰۲۱ | سوزنی در انبار زمان                        |                   |                       |
| ۲۰۲۳ | گرن توریسمو                                |                   |                       |
| ۲۰۲۴ | دست راست سرخ                               |                   |                       |
| ۲۰۲۴ | برش                                        |                   |                       |
| ۲۰۲۵ | پوشش عمیق                                  |                   |                       |

| سال       | نام فیلم           | نقش                | یادداشت‌ها                             |
| --------- | ------------------ | ------------------ | ------------------------------------- |
| ۱۹۹۴–۹۶   | سانحه              | نوئل هریسون        | مجموعه تلویزیونی، ۳ قسمت              |
| ۲۰۰۰      | آدمکشان میدسامر    | پیتر درینکواتر     | فصل ۳، یک قسمت                        |
| ۲۰۰۶      | اضافی‌ها            | نقش خودش           | مجموعه تلویزیونی، یک قسمت             |
| ۲۰۱۱      | فیلارمونیک لس‌آنجلس | رومئو              | یک قسمت (دودمل چایکوفسکی انجام می‌دهد) |
| ۲۰۱۶      | آسان               | تام                | یک قسمت                               |
| ۲۰۱۷      | تور دو فارمسی      | جوجو پپی           | فیلم تلویزیونی                        |
| ۲۰۱۷      | راه‌پله به ستاره    | خودش               | یک قسمت                               |
| ۲۰۱۹–۲۰۲۳ | خیابان کارناوال    | رایکِرافت فیلوستریت | نقش اصلی                              |

## جوایز و نامزدی‌ها
| سال  | جایزه                          | نوع                                        | نامزد                                                 | نتیجه    |
| ---- | ------------------------------ | ------------------------------------------ | ----------------------------------------------------- | -------- |
| ۲۰۰۱ | جایزه انجمن منتقدان فیلم ققنوس | بهترین بازیگران                            | ارباب حلقه‌ها: یاران حلقه                              | برنده    |
| ۲۰۰۱ | جایزه امپایر                   | بهترین آغاز به کار                         | ارباب حلقه‌ها: یاران حلقه                              | برنده    |
| ۲۰۰۱ | جایزه سینمایی ام‌تی‌وی           | موفق‌ترین مرد                               | ارباب حلقه‌ها: یاران حلقه                              | برنده    |
| ۲۰۰۱ | جایزه ساترن                    | چهره آینده مرد                             | ارباب حلقه‌ها: یاران حلقه                              | نامزدشده |
| ۲۰۰۱ | جایزه انجمن بازیگران فیلم      | عملکرد فوق‌العاده توسط یک بازیگر در یک فیلم | ارباب حلقه‌ها: یاران حلقه                              | نامزدشده |
| ۲۰۰۱ | جایزه انجمن منتقدان فیلم ققنوس | بهترین بازیگران                            | سقوط شاهین سیاه                                       | نامزدشده |
| ۲۰۰۲ | جامعه آنلاین منتقدان فیلم      | بهترین بازیگران                            | ارباب حلقه‌ها: دو برج (فیلم)                           | برنده    |
| ۲۰۰۲ | جایزه انجمن منتقدان فیلم ققنوس | بهترین بازیگران                            | ارباب حلقه‌ها: دو برج (فیلم)                           | برنده    |
| ۲۰۰۲ | جایزه انجمن بازیگران فیلم      | عملکرد فوق‌العاده توسط یک بازیگر در یک فیلم | ارباب حلقه‌ها: دو برج (فیلم)                           | نامزدشده |
| ۲۰۰۳ | جایزه مؤسسه فیلم استرالیا      | بهترین بازیگر مکمل مرد                     | ند کلی                                                | نامزدشده |
| ۲۰۰۳ | جایزه گزینش منتقدان فیلم       | بهترین بازیگران                            | ارباب حلقه‌ها: بازگشت شاه                              | برنده    |
| ۲۰۰۳ | هیئت ملی بازبینی فیلم          | بهترین بازیگران                            | ارباب حلقه‌ها: بازگشت شاه                              | برنده    |
| ۲۰۰۳ | جایزه انجمن منتقدان فیلم ققنوس | بهترین بازیگران                            | ارباب حلقه‌ها: بازگشت شاه                              | برنده    |
| ۲۰۰۳ | جایزه انجمن بازیگران فیلم      | عملکرد فوق‌العاده توسط یک بازیگر در یک فیلم | ارباب حلقه‌ها: بازگشت شاه                              | برنده    |
| ۲۰۰۳ | جایزه امپایر                   | بهترین بازیگر بریتانیایی                   | ارباب حلقه‌ها: بازگشت شاه                              | نامزدشده |
| ۲۰۰۳ | جایزه برگزیده نوجوانان         | بازیگر درام/اکشن ماجراجویی                 | ارباب حلقه‌ها: بازگشت شاه                              | نامزدشده |
| ۲۰۰۳ | جشنواره فیلم هالیوود           | موفق‌ترین مرد                               | دزدان دریایی کارائیب: نفرین مروارید سیاه              | برنده    |
| ۲۰۰۳ | جایزه سینمایی ام‌تی‌وی مکزیک     | جذاب‌ترین قهرمان                            | دزدان دریایی کارائیب: نفرین مروارید سیاه              | برنده    |
| ۲۰۰۳ | جایزه برگزیده نوجوانان         | فیلم شیمی                                  | دزدان دریایی کارائیب: نفرین مروارید سیاه              | برنده    |
| ۲۰۰۳ | جایزه برگزیده نوجوانان         | بازیگر جنگ/اکشن ماجراجویی                  | دزدان دریایی کارائیب: نفرین مروارید سیاه              | برنده    |
| ۲۰۰۳ | جایزه برگزیده نوجوانان         | بهترین فیلم قفل لب                         | دزدان دریایی کارائیب: نفرین مروارید سیاه              | برنده    |
| ۲۰۰۳ | جایزه سینمایی ام‌تی‌وی           | بهترین گروه روی صحنه                       | دزدان دریایی کارائیب: نفرین مروارید سیاه              | نامزدشده |
| ۲۰۰۵ | جایزه انتخاب مردم جیمزون       | بهترین بازیگر اروپایی                      | قلمرو بهشت                                            | برنده    |
| ۲۰۰۵ | جایزه برگزیده نوجوانان         | بهترین فیلم قفل لب                         | قلمرو بهشت                                            | نامزدشده |
| ۲۰۰۶ | جایزه برگزیده نوجوانان         | انتخاب فیلم رامبل                          | دزدان دریایی کارائیب: صندوقچه مرد مرده                | برنده    |
| ۲۰۰۶ | جایزه برگزیده نوجوانان         | بهترین فیلم قفل لب                         | دزدان دریایی کارائیب: صندوقچه مرد مرده                | برنده    |
| ۲۰۰۶ | جایزه برگزیده نوجوانان         | بازیگر درام/اکشن ماجراجویی                 | دزدان دریایی کارائیب: صندوقچه مرد مرده                | نامزدشده |
| ۲۰۰۷ | جایزه برگزیده نوجوانان         | انتخاب فیلم رامبل                          | دزدان دریایی کارائیب: پایان جهان                      | برنده    |
| ۲۰۰۷ | جایزه ملی فیلم انگلیس          | بهترین اجرای مرد                           | دزدان دریایی کارائیب: پایان جهان                      | نامزدشده |
| ۲۰۰۷ | جایزه برگزیده نوجوانان         | بازیگر درام/اکشن ماجراجویی                 | دزدان دریایی کارائیب: پایان جهان                      | نامزدشده |
| ۲۰۰۷ | جایزه تمشک طلایی               | بدترین بازیگر مکمل مرد                     | دزدان دریایی کارائیب: پایان جهان                      | نامزدشده |
| ۲۰۱۴ | جایزه سینمایی ام‌تی‌وی           | بهترین جنگ                                 | هابیت: برهوت اسماگ                                    | برنده    |
| ۲۰۱۴ | جایزه سینمایی ام‌تی‌وی           | بهترین تبدیل بر روی صحنه                   | هابیت: برهوت اسماگ                                    | نامزدشده |
| ۲۰۱۵ | جایزه بریتانیا                 | جایزه بشردوستانه بریتانیا                  | جایزه بشردوستانه بریتانیا                             | Honorary |
| ۲۰۱۷ | جایزه برگزیده نوجوانان         | بهترین فیلم قفل لب (با کیرا نایتلی)        | دزدان دریایی کارائیب: مردان مرده هیچ داستانی نمی‌گویند | نامزدشده |